# Carrer de les Voltes (Sant Martí de Tous)
El Carrer de les Voltes és al municipi de Sant Martí de Tous (Anoia) protegit com a bé cultural d'interès local. És un carrer molt antic que centra el nucli antic de Sant Martí de Tous: el castell, l'església parroquial, la creu de terme gòtica... Aquestes voltes són aprofitades per construir cases a sobre d'aquesta estructura. L'entrada d'aquestes cases, en molts casos està sota la volta. Aquesta, concretament, s'adossa per la part dreta al rectorat que hi ha al costat de l'església de Sant Martí. El material del qual estan fetes és pedra revestida.